# Пуант-о-Гол
Пуант-о-Гол (англ. Point au Gaul) — містечко в Канаді, у провінції Ньюфаундленд і Лабрадор.

## Населення
За даними перепису 2016 року, містечко нараховувало 88 осіб, показавши скорочення на 9,3%, порівняно з 2011-м роком. Середня густина населення становила 22,5 осіб/км².
З офіційних мов обидвома одночасно не володів жоден з жителів, тільки англійською — 85.
Працездатне населення становило 73,7% усього населення, рівень безробіття — 28,6% (37,5% серед чоловіків та 28,6% серед жінок). 85,7% осіб були найманими працівниками, а 14,3% — самозайнятими.

## Клімат
Середня річна температура становить 5,2°C, середня максимальна – 18,2°C, а середня мінімальна – -7,6°C. Середня річна кількість опадів – 1 405 мм.
| Клімат поселення                              | Клімат поселення | Клімат поселення | Клімат поселення | Клімат поселення | Клімат поселення | Клімат поселення | Клімат поселення | Клімат поселення | Клімат поселення | Клімат поселення | Клімат поселення | Клімат поселення | Клімат поселення |
| Показник                                      | Січ.             | Лют.             | Бер.             | Квіт.            | Трав.            | Черв.            | Лип.             | Серп.            | Вер.             | Жовт.            | Лист.            | Груд.            |                  |
| Середній максимум, °C                         | 0,18             | −0,62            | 1,70             | 5,80             | 9,74             | 13,60            | 15,98            | 18,24            | 15,62            | 11,10            | 6,74             | 2,48             |                  |
| Середня температура, °C                       | −3,3             | −4,12            | −1,8             | 2,30             | 6,28             | 10,10            | 13,08            | 15,34            | 12,72            | 8,18             | 3,84             | −0,44            |                  |
| Середній мінімум, °C                          | −6,8             | −7,6             | −5,28            | −1,18            | 2,78             | 6,58             | 10,16            | 12,44            | 9,82             | 5,28             | 0,92             | −3,34            |                  |
| Норма опадів, мм                              | 125              | 112              | 110              | 106              | 110              | 111              | 95               | 98               | 128              | 138              | 144              | 128              |                  |
| Середньомісячна швидкість вітру, м/с          | 9.18             | 8.48             | 7.84             | 6.80             | 5.70             | 5.10             | 4.86             | 5.10             | 5.98             | 7.00             | 8.00             | 8.80             |                  |
| Середньомісячна сонячна радіація, кДж/м²·день | 3870             | 6672             | 10937            | 14346            | 17647            | 19167            | 18545            | 16215            | 12522            | 7653             | 4350             | 3120             |                  |
| --------------------------------------------- | ---------------- | ---------------- | ---------------- | ---------------- | ---------------- | ---------------- | ---------------- | ---------------- | ---------------- | ---------------- | ---------------- | ---------------- | ---------------- |
| Джерело:                                      |                  |                  |                  |                  |                  |                  |                  |                  |                  |                  |                  |                  |                  |